# Triste com T
«Triste com T» es un sencillo de la cantante y drag queen brasileña Pabllo Vittar . Fue lanzado el 6 de mayo de 2021 como el secundo sencillo de su cuarto EP de estudio, Lilith (2021), a través de BTM Produções Artísticas. Fue lanzado junto con su video vertical en el sitio web de TikTok y su cuarto EP de estudio Lilith.